# Matteucci-érem
A Matteucci-érem egy olasz díj fizikusoknak, amelyet Carlo Matteucci (1811–1868) olasz fizikusról, neurofiziológusról neveztek el.
Egy 1870. július 10-én kelt olasz királyi rendelet értelmében az Olasz Tudományos Társaság felhatalmazást kapott arra, hogy ő ítélje oda a Carlo Matteucci által megalapított díjat.

## Díjazottak

### 19. század
- 1868 Hermann Ludwig von Helmholtz (1821–1894)
- 1875 Henri Victor Regnault (1810–1878)
- 1876 William Thomson, Lord Kelvin (1824–1907)
- 1877 Gustav Robert Kirchhoff (1824–1887)
- 1878 Gustav Heinrich Wiedemann (1826–1899)
- 1879 Wilhelm Eduard Weber (1804–1891)
- 1880 Antonio Pacinotti (1841–1912)
- 1881 Emilio Villari (1836–1904)
- 1882 Augusto Righi (1850–1920)
- 1887 Thomas Alva Edison (1847–1931)
- 1888 Heinrich Hertz (1857–1894)
- 1894 John William Strutt, Rayleigh 3. bárója (1842–1919)
- 1895 Henry Augustus Rowland (1848–1901)
- 1896 Wilhelm Conrad Röntgen (1845–1923) és Philipp Lenard (1862–1947)

### 20. század
- 1901 Guglielmo Marconi (1874–1937)
- 1903 Albert A. Michelson (1852–1931)
- 1904 Marie Curie (1867–1934) és Pierre Curie (1859–1906)
- 1905 Henri Poincaré (1854–1912)
- 1906 James Dewar (1842–1923)
- 1907 William Ramsay (1852–1916)
- 1908 Antonio Garbasso (1871–1933)
- 1909 Orso Mario Corbino (1876–1937)
- 1910 Heike Kamerlingh Onnes (1853–1926)
- 1911 Jean-Baptiste Perrin (1870–1942)
- 1912 Pieter Zeeman (1865–1943)
- 1913 Ernest Rutherford (1871–1937)
- 1914 Max von Laue (1879–1960)
- 1915 Johannes Stark (1874–1957)
- 1915 William Henry Bragg (1862–1942) és William Lawrence Bragg (1890–1971)
- 1917 Antonino Lo Surdo (1880–1949)
- 1918 Robert Williams Wood (1868–1955)
- 1919 Henry Moseley (1887–1915)
- 1921 Albert Einstein (1879–1955)
- 1923 Niels Bohr (1885–1962)
- 1924 Arnold Sommerfeld (1868–1951)
- 1925 Robert Millikan (1868–1953)
- 1926 Enrico Fermi (1901–1954)
- 1927 Erwin Schrödinger (1887–1961)
- 1928 C. V. Raman (1888–1970)
- 1929 Werner Heisenberg (1901–1976)
- 1930 Arthur Holly Compton (1892–1962)
- 1931 Franco Rasetti (1901–2001)
- 1932 Frédéric Joliot-Curie (1900–1958) és Irène Joliot-Curie (1897–1956)
- 1956 Wolfgang Pauli (1900–1958)
- 1975 Bruno Touschek (1921–1978)
- 1978 Abdus Salam (1926–1996)
- 1979 Luciano Maiani (1941–)
- 1980 Gian-Carlo Wick (1909–1992)
- 1982 Rudolf Peierls (1907–1995)
- 1985 Hendrik Casimir (1909–2000)
- 1987 Pierre-Gilles de Gennes (1932–2007)
- 1988 Lew Borissowitsch Okun (1929–2015)
- 1989 Freeman Dyson (1923–2020)
- 1990 Jack Steinberger (1921–2020)
- 1991 Bruno Rossi (1905–1993)
- 1992 Anatole Abragam (1914–2011)
- 1993 John Archibald Wheeler (1911–2008)
- 1994 Claude Cohen-Tannoudji (1933–)
- 1995 Li Cseng-tao (1926–2024)
- 1996 Wolfgang Panofsky (1919–2007)
- 1998 Oreste Piccioni (1915–2002)

### 21. század
- 2001 Theodor Hänsch (1941–)
- 2002 Nicola Cabibbo (1935–2010)
- 2003 Manuel Cardona (1934–2014)
- 2004 David Ruelle (1935–)
- 2006 Giorgio Bellettini  (1934–)
- 2016 Adalberto Giazotto  (1940–2017)
- 2017 Marco Tavani  (1957–)
- 2018 Gianluigi Fogli  (1940–)
- 2019 Federico Capasso / (1949–)
- 2020 Massimo Inguscio[1] (1950–)
- 2021 Amos Maritan
- 2022 Jocelyn Bell Burnell  (1943–)